# نيا مالغارا
ني مالغارا (Νέα Μάλγαρα) هي مدينة في ثيسالونيكي في مقاطعة فوريا إلادا في اليونان.